# Benjamín Fernández Vallín

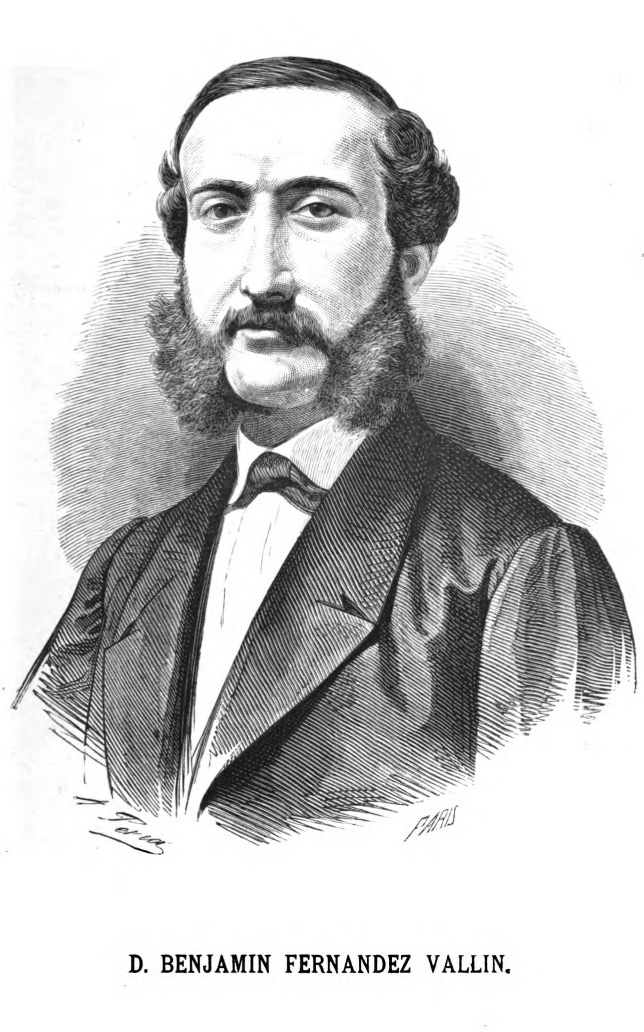
Benjamín Fernández Vallín. Grabado de Marcelo París por dibujo de Alfredo Perea: Carlos Rubio, Historia filosófica de la revolución española de 1868, Madrid, 1869. «Era Fernández Vallín extremado de cuerpo, lucida estampa, negras patillas, vitola antillana, amigo de juergas y toros, amparador de celestinas, docto en caballos, arriscado jugador, carambolista y tirador de armas muy diestro, liberal y valiente: Lográbanle tales prendas, el oficioso rendimiento de limpiabotas y mozos de café, floristas y cocheros de punto, trápalas del sable y niñas del pecado». Ramón del Valle-Inclán, Viva mi dueño, II, XIII.

Benjamín Fernández Vallín y Albuerne (La Habana, 1828-Montoro, 1868) fue un político español, miembro de la Unión Liberal, fusilado el 25 de septiembre de 1868, al inicio de la Gloriosa. Personaje novelesco, representa para Ramón del Valle-Inclán la confluencia de los intereses de los hacendados esclavistas antillanos con los elementos moderados de la Revolución de 1868. 

## Biografía
Hijo de ricos hacendados asturianos asentados en Cuba, en 1840 fue enviado a Suiza con su hermano Constantino –que en 1869 llegaría a ser diputado constituyente– para estudiar en un colegio de jesuitas. De allí pasó, por decisión paterna, a la Academia de Ingenieros de Guadalajara, estudios que abandonó en 1848, antes de concluirlos, incapaz de sujetarse a la disciplina militar. En 1855 contrajo matrimonio en Madrid con Delfina Gálvez Cañero, hija de Pedro Gálvez, senador con importantes posesiones en Puente Genil. El mismo año retornó a Cuba donde, entre otros cargos, sirvió de secretario del Tribunal de Cuentas. Además cultivó la amistad con el general Serrano, capitán general de la isla de 1859 a 1862, a quien, según Isidoro Araujo de Lira, visitaba casi todos los días, y ejerció como corresponsal del diario madrileño El Contemporáneo. En los primeros meses de 1861 Vallín remitió a este diario desde La Habana crónicas muy críticas con la orientación del Correo de Cuba, publicación recientemente fundada por el director del Diario de la Marina, el citado Araujo de Lira, en las que cuestionaba también la actuación del marqués de La Habana y la emisión de bonos con interés por el Banco Español con el caritativo fin de acudir a la penuria en que se encuentran ciertas fortunas privadas. La respuesta de Araujo, firmada el 7 de marzo y publicada por El Contemporáneo el 5 de abril de 1861, fue motivo de desafío entre ambos, batiéndose en duelo a pistola el 6 de mayo, del que resultó muerto el director del Diario de la Marina.
No fue el único desafío con igual resultado en la corta vida de Vallín. Carlos Rubio, comisionado para recoger su cuerpo en Montoro y trasladarlo para su examen y entierro en Madrid, aunque lo había tratado poco, decía en su Historia filosófica de la revolución española de 1868 haberlo conocido con ocasión de un duelo y tenía entendido que eran tres las ocasiones en las que «había tenido la desgracia de matar a tres adversarios», por lo que –añadía– era bastante temido.
De vuelta en la península colaboró con El Reino, diario de la Unión Liberal, fue designado gobernador civil de Tarragona por el último Gobierno de Leopoldo O'Donnell y pasó a ocupar un destino en el ministerio de Ultramar, del que dimitió a la caída de Narváez. Al mismo tiempo participó en las tareas preparatorias de la revolución de 1868 que le encomendaron los generales unionistas Serrano y Dulce y, cuando estos fueron desterrados a las Canarias, se trasladó a Cádiz con Adelardo López de Ayala para organizar su evasión.
Pretextando la grave enfermedad de Dulce y la necesidad de acompañar hasta el enfermo a su esposa, viajó a las Canarias de donde regresó en el vapor Buenaventura con Serrano y Caballero de Rodas para ponerse al frente del movimiento revolucionario. Una vez sublevada la armada en Cádiz al mando del almirante Topete, el 18 de septiembre de 1868, acompañó a Serrano en su marcha por Andalucía hasta encontrarse en las proximidades del puente de Alcolea con las fuerzas leales a Isabel II, encabezadas por el general Manuel Pavía y Lacy, marqués de Novaliches. Serrano envió como mensajeros, por separado, a Vallín y a Adelardo López de Ayala con cartas para Novaliches, con objeto de tratar de evitar el enfrentamiento. Vallín, que habría aprovechado para tratar de sumar a la sublevación a la tropa que encontraba en su camino y sobornar a sus mandos, fue sorprendido y detenido por el coronel de caballería Ceballos Escalera, a quien ya conocía y con el que, según señala alguna fuente sin aclarar suficientemente el motivo, tenía malas relaciones. Maniatado, Ceballos tuvo una breve conversación con él y, camino de Montoro, a la vista ya de la población, ordenó fusilarlo sin consejo de guerra y sin esperar órdenes de Novaliches. Como los soldados en un primer momento se negaron a cumplir la orden, el propio Ceballos o, según la fuente, un sargento a sus órdenes, le clavó la bayoneta por la espalda y los soldados, maltratados por sus superiores, terminaron abriendo fuego, alcanzándole dos balas de las siete que se dispararon. Ya en Montoro, al comprobar el rechazo provocado por su acción y recriminado por su superior, el marqués de los Llanos, al que habría llegado a amenazar con su bastón, el coronel Ceballos se declaró loco siendo tras el triunfo de la revolución internado en un manicomio.

## Personaje valleinclanesco
Valle-Inclán hizo de Fernández Vallín protagonista de una novela corta: Fin de un revolucionario. Aleluyas de la Gloriosa, publicada en marzo de 1928 como número 1 de la colección Los Novelistas, de venta en quioscos. La primera parte, titulada «La espada de Damocles», la integró luego reelaborada y ampliada en Viva mi dueño, la segunda novela de la serie El ruedo ibérico, en la que Vallín es, entre otros muchos personajes, hilo conductor del relato, cuya acción discurre algunos meses antes del estallido revolucionario. No ocurrió lo mismo con la segunda parte de la novela, «Vísperas de Alcolea», donde narraba la muerte del cubano, que quedó como pieza suelta al no haber completado el proyecto de El ruedo ibérico. Sobre una base histórica, en buena parte apoyada en la Historia filosófica de Rubio y en recortes de prensa, Valle-Inclán trazó un retrato del personaje con rasgos —en términos generales— poco halagüeños, en sintonía con la caracterización esperpéntica con que representa a la España del final de la época isabelina, en la que Vallín se mueve con soltura.

Entreacto. La Corte deslumbra con sus lentejuelas de tambor y gaita en el Teatro de los Bufos. La Señora -diadema, pulseras altas, pendientes brasileros- luce el regio descote, pomposa y mandona, soberaneando desde la bañera de su palco, moños y calvas, atriles de la orquesta y cuerpo de baile. Se apoderan del entreacto los galanes de la luneta y asestan los gemelos a las madamas: Aquellas dos, con mucho retoque de ricillos, cejas y lunares, son las Generalas Dulce y Serrano. El cristobalón de las patillas y los brillantes, es un fantoche revolucionario, que vuelve a lucir su vitola habanera en los círculos y teatros de la Corte:-El Señor Fernández Vallín, que viajaba por el extranjero y ha venido, según se dice, con instrucciones de la Junta Revolucionaria de Londres.
Ramón del Valle-Inclán, Viva mi dueño, II, IV

Si en el desencadenante de la muerte de Vallín Carlos Rubio creía advertir algo no relacionado con la política, en la interpretación valleinclanesca esa motivación se concreta, sin ninguna duda, en la rivalidad por una mujer, origen del deseo de venganza y de la locura de Ceballos, quien al dar muerte al cubano, aunque lo haga por motivos personales, hará inevitable la batalla de Alcolea al frustrar el acuerdo entre Novaliches y Serrano, convenio oculto pero ya muy avanzado sobre el que versarían los papeles portados por Vallín.
Alcanzar ese acuerdo habría sido el objetivo en el que venía trabajando Fernández Vallín como intermediario entre Prim y los miembros de la Unión Liberal y, dentro de esta agrupación, a la que pertenece, como defensor de la incorporación del partido a las tareas revolucionarias por no quedar descolgados del poder en la nueva situación que prevé ha de venir:

Fernández Vallín, apoyado en el respaldo de una silla, peroraba con fácil verba criolla:
-¡Señores, la revolución es un hecho! Reconocerlo, no implica, ciertamente, declararse enemigo del Trono. ¿Pero, acaso, nuestros intereses pueden ser ajenos al cambio político que traería la abdicación, voluntaria o impuesta por las espadas? No faltan exaltados que aspiran a implantar la República: Otros, sin dejar de ser monárquicos, son incompatibles con la actual Dinastía: Muchos, los elementos de más solvencia, los que real y verdaderamente representan una garantía para el país, apoyan la candidatura del Duque de Montpensiere. Esta es la situación, y, previniendo los sucesos posibles, no creo que debamos permanecer sistemáticamente alejados de los hombres que, en un mañana muy próximo, escalarán el poder, y serán árbitros de los destinos de la Patria. Yo, he meditado largamente sobre el peligro que un régimen liberal llevaría a nuestros intereses de la Isla. ¡La democracia española es antiesclavista, y una ley prohibiendo la trata nos arruinaría!
Ramón del Valle-Inclán, Viva mi dueño, II, XII

De ese modo Fernández Vallín será también para Valle-Inclán portavoz de los hacendados cubanos, que financiarán la revolución para frenar el ascenso del partido demócrata, a fin de asegurar que queden garantizados los dominios coloniales, los negocios y el mantenimiento de la esclavitud, que cree imprescindible para sostener el nivel de producción en las islas antillanas. Lo hace con un vibrante discurso en el que recuerda el «Bando Negro» dictado por Prim siendo gobernador de Puerto Rico en 1848. Dirigido contra la población negra de la isla, libre o esclava, el bando facultaba a los propietarios a aplicar castigos físicos a cualquier individuo de la población negra que cometiese faltas leves y a ejecutar a quienes se sublevasen contra la autoridad, lo que, en boca de Vallín, «pone de manifiesto que no es un demagogo el heroico General Prim», siendo sin embargo forzoso preguntarse «hasta dónde puede llevarle un pacto con los partidos avanzados», si la necesidad le obligase a ello por no hallar alternativa a ese pacto: 

Y llego, señores, a puntualizar lo que he llamado insinuaciones del General Prim. Repetidas veces, refiriéndose a la revolución, me afirmó su deseo de que fuese exclusivamente militar, porque el pueblo la llevaría demasiado lejos. Se mostró pesaroso de verse obligado a conspirar unido a los republicanos, y llegó a significarme la responsabilidad que contraían los elementos de orden, no colaborando en la revolución. Aludió directamente a la campaña antiesclavista de los demócratas, y al compromiso que podía significarle. Yo, señores, he creído entender que si en estos momentos iniciásemos una aproximación, nuestros intereses no sufrirían el menor vejamen por la futura política antillana, del General Prim. La ayuda que se nos pide, no es necesario decir cuál puede ser, pero no olvidemos que el sacrificio de hoy es una letra con próximo vencimiento.
Ramón del Valle-Inclán, Viva mi dueño, II, XII